# ولکوویتسه (ناحیه خب)
ولکوویتسه (به چکی: Vlkovice) یک منطقهٔ مسکونی در جمهوری چک است که در ناحیه خب واقع شده‌است. ولکوویتسه ۴٫۹۲ کیلومتر مربع مساحت و ۱۲۲ نفر جمعیت دارد و ۶۵۲ متر بالاتر از سطح دریا واقع شده‌است.